# Offenau

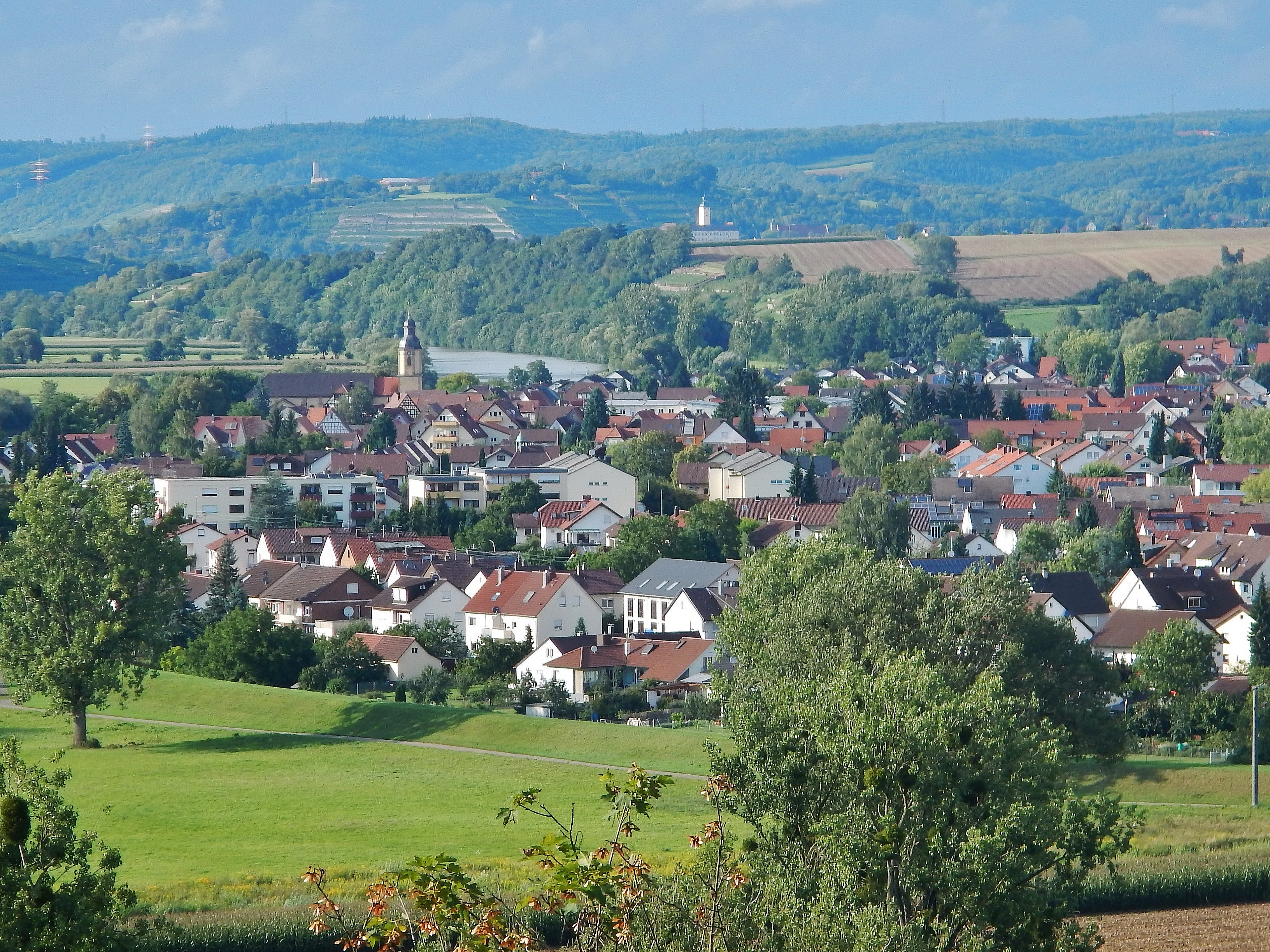
Offenau von Süden aus gesehen

Offenau ist eine Gemeinde im Landkreis Heilbronn in Baden-Württemberg. Sie gehört zur Region Heilbronn-Franken (bis 20. Mai 2003 Region Franken) und zur Randzone der europäischen Metropolregion Stuttgart.

## Geographie

### Geographische Lage
Offenau liegt im Norden des Landkreises Heilbronn im mittleren Neckartal unmittelbar am Neckar.

### Nachbargemeinden
Nachbarstädte Offenaus sind (im Uhrzeigersinn, beginnend im Süden): Bad Wimpfen, Bad Rappenau, Gundelsheim und Bad Friedrichshall, die alle zum Landkreis Heilbronn gehören. Mit Oedheim und Bad Friedrichshall ist Offenau eine Vereinbarte Verwaltungsgemeinschaft eingegangen.

### Gemeindegliederung
Zu Offenau gehören außer dem Wohnplatz Ziegelhütte keine weiteren Ortsteile.

### Flächenaufteilung
Nach Daten des Statistischen Landesamtes, Stand 2014.

## Geschichte

### Mittelalter
Anlässlich einer Schenkung an das Klosters Lorsch wurde Offenau als „Offenheim“ erstmals 767 in einer Urkunde des Lorscher Codex erwähnt. In der Folgezeit sind dort neun weitere Erwähnungen von Offenau verzeichnet.

### Neuzeit
Eine Solequelle vor Ort wurde bereits unter der Herrschaft des Deutschen Ritterordens etwa seit 1560 zu Heilzwecken genutzt. 1754 wurde die Saline Clemenshall gegründet, im Anschluss daran entstand als Arbeitersiedlung der heutige Altort sowie 1790 das Kurhotel Linde mit Badeeinrichtungen und Kurpark. Bei der Auflösung des Deutschen Ritterordens wurde Offenau, das bis dahin zur Deutschordensballei Franken gehörte, 1805 eine selbstständige Gemeinde innerhalb des Königreichs Württemberg und dem Oberamt Neckarsulm zugeordnet. Der Kurbetrieb verhalf dem Ort im 19. Jahrhundert zum Bädertitel Bad Offenau und florierte insbesondere, nachdem der Ort 1879 einen Bahnhof an der Neckartalbahn erhielt und somit Zugang zum Streckennetz der Badischen Staatsbahnen, die hier entlang des Neckars ab Gundelsheim auf württembergischem Staatsgebiet verliefen und erst in Jagstfeld an das Netz der Württembergischen Staatsbahnen anschlossen.

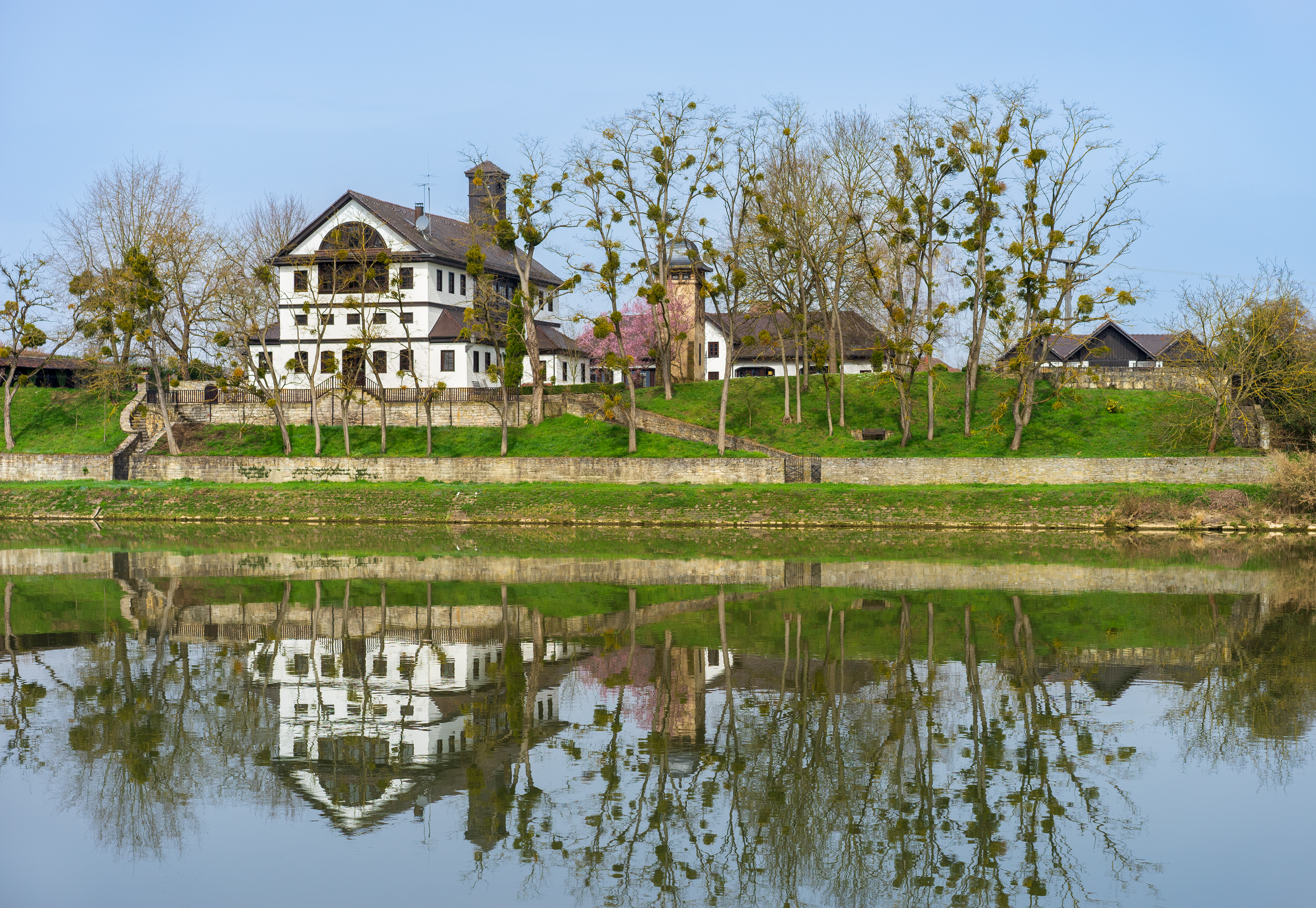
Bohrhaus 2

Von 1828 bis 1936 bildete die Clemenshall mit den Salinen Ludwig (Bad Rappenau), Ludwigshall (Bad Wimpfen) und Friedrichshall (Jagstfeld) zum Schutz vor ihren entsprechenden Konkurrenten das Salz-Verkaufskartell Neckarsalinenverein, das älteste und am längsten wirksame deutsche Verkaufskartell. Ebenfalls 1828 wurde der Wohnplatz Ziegelhütte erstmals erwähnt. Nach dem Ersten Weltkrieg kam der Kurbetrieb zum Erliegen: die Saline wurde 1929 geschlossen, die meisten Salinengebäude in den 1960er-Jahren abgerissen, das letzte verbliebene Gebäude brannte 1981 aus. Das ehemalige Salinengelände ist heute mit dem neuen Rathaus und dem Feuerwehrhaus überbaut. An die Saline erinnert nur noch das außerhalb des früheren Salinengeländes befindliche Salzmagazin von 1780.

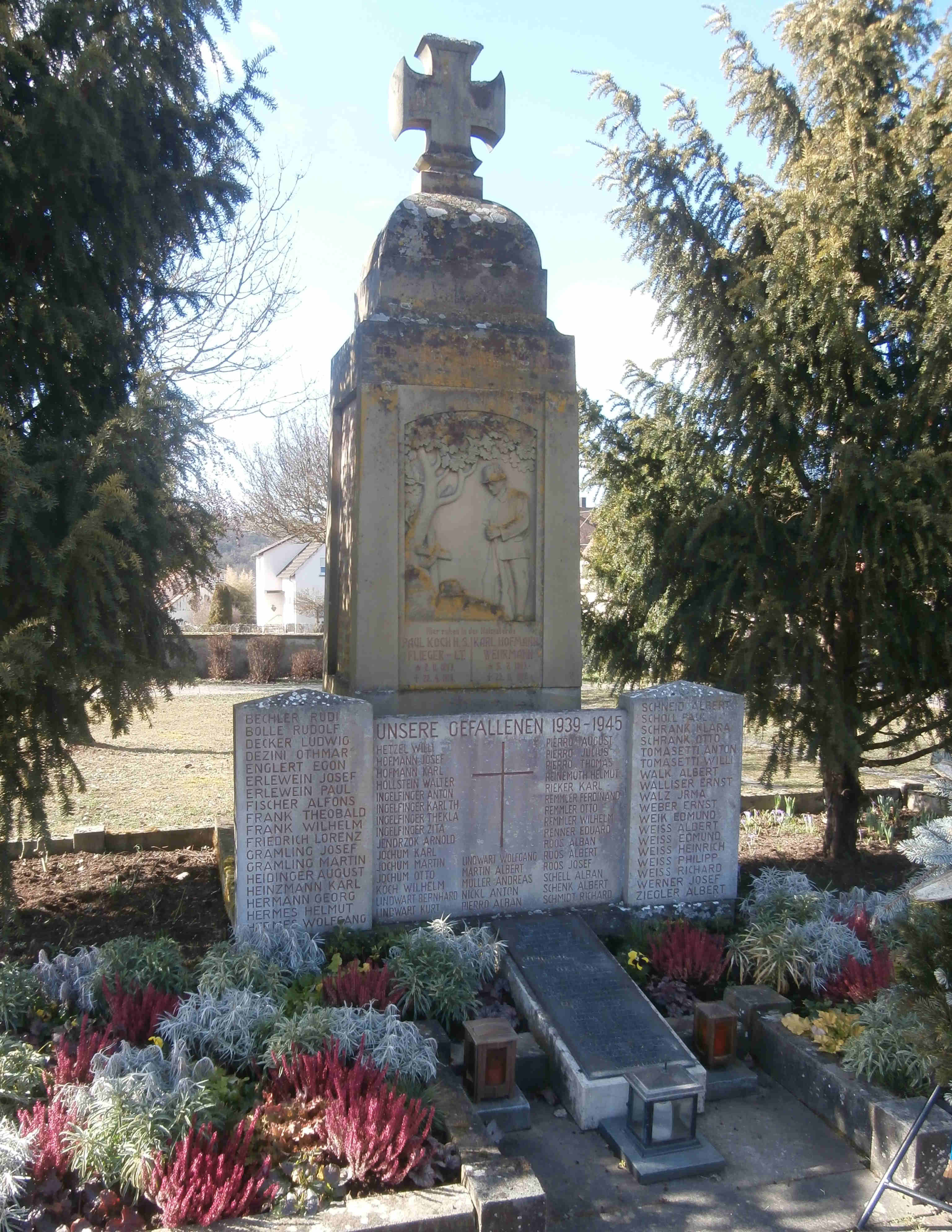
Kriegerdenkmal auf dem Friedhof

Bei der Kreisreform während der NS-Zeit in Württemberg gelangte Offenau 1938 zum Landkreis Heilbronn. 1939 wurden 1038 Einwohner gezählt, Ende 1945 waren es 1201. 1945 bis 1952 gehörte Offenau zum Nachkriegsland Württemberg-Baden, das 1945 in der Amerikanischen Besatzungszone gegründet worden war, ab 1952 zum neuen Bundesland Baden-Württemberg. Im Zuge der Gebietsreform in Baden-Württemberg sollte Offenau 1973/74 in die benachbarte Stadt Bad Friedrichshall eingemeindet werden, konnte dies durch intensive Überzeugungsarbeit bei der damaligen Landesregierung jedoch abwenden.

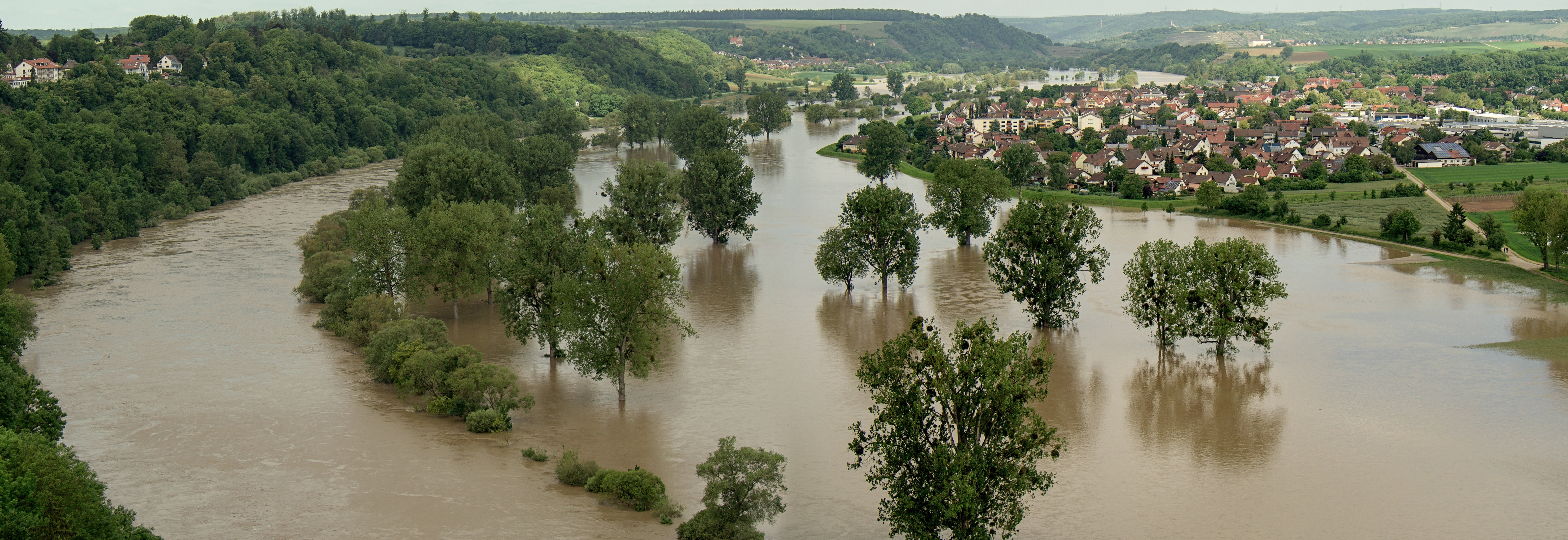
Hochwasser Juni 2013

Nach schweren Hochwasserschäden in den Jahren 1993, 1995 und 1997 wurde am Neckarufer in Offenau zwischen den Jahren 2000 und 2003 ein Hochwasserschutz aus einem erhöhten, 2100 Meter langen Schutzdamm und vier Pumpwerken errichtet. Die knapp 9 Millionen Euro teure Anlage bestand noch vor ihrer offiziellen Einweihung im Frühjahr 2004 ihre erste Bewährungsprobe.

## Religionen

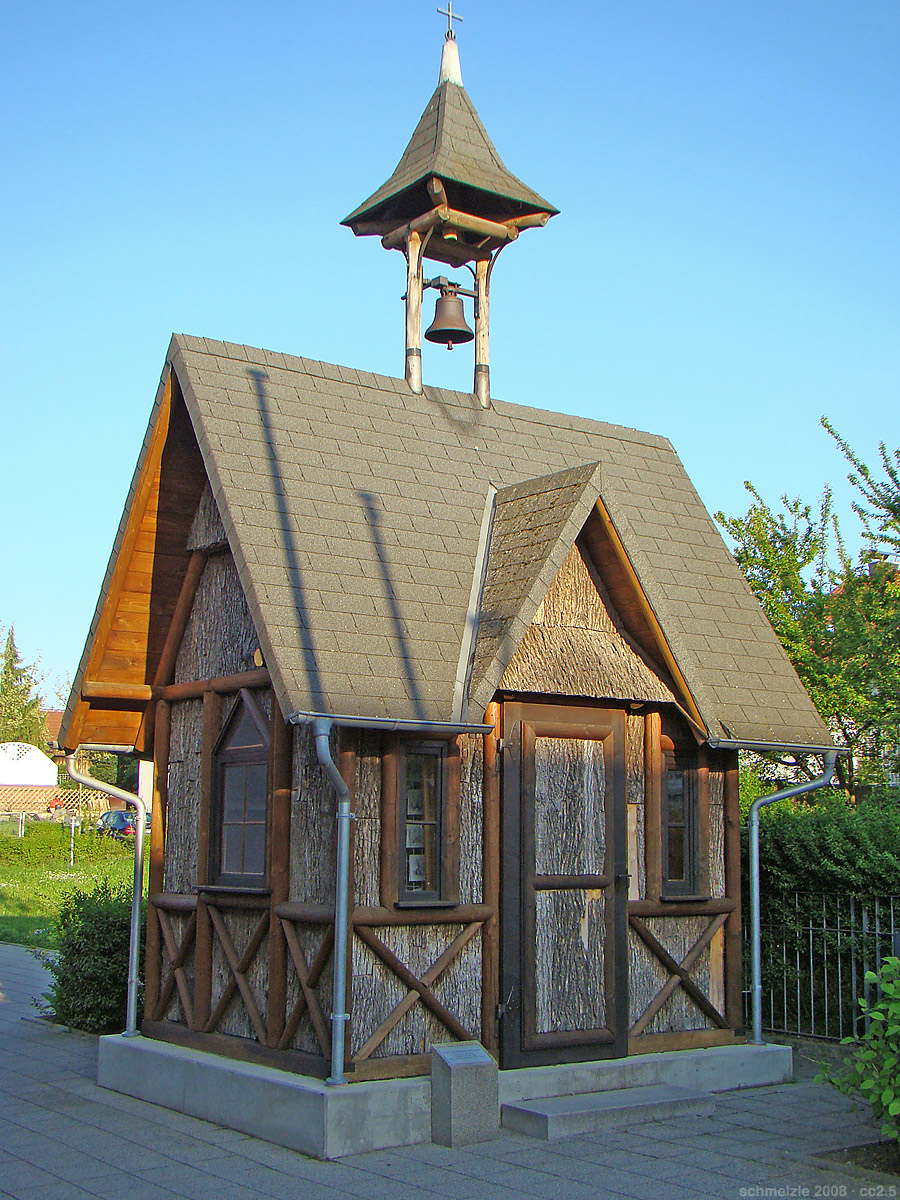
Graf-von-Westerholt-Kapelle

Offenau war Filialgemeinde von Duttenberg und gehörte zum Bistum Worms. 1438 erhielt es eine eigene Kirchengemeinde mit der Pfarrkirche St. Alban. Ehemals zum Deutschen Orden gehörig, blieb der Ort bis zum 19. Jahrhundert fast rein katholisch. Protestanten siedelten sich erst mit der Intensivierung des Salinenbetriebs an, bildeten aber zunächst noch keine eigene Gemeinde, sondern besuchten Gottesdienste in den umliegenden Orten. Als nach dem Zweiten Weltkrieg auch viele evangelische Vertriebene nach Offenau gekommen waren, errichteten diese die Heilig-Geist-Kapelle, die eine Filiale der Pfarrei in Bad Friedrichshall-Jagstfeld ist.

## Politik

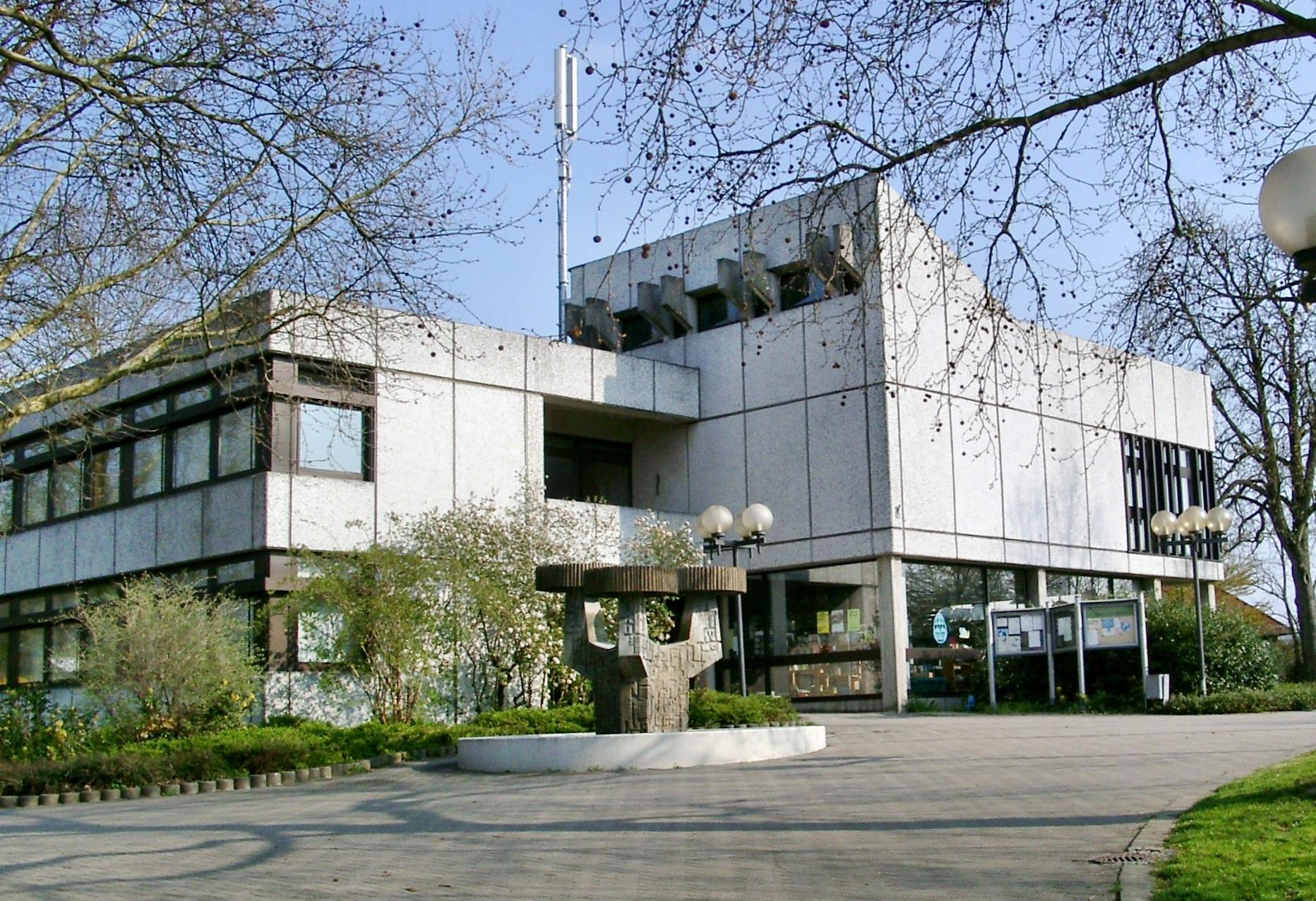
Rathaus in Offenau

### Bürgermeister der Gemeinde Offenau
- Ernst Walliser (1905–1941), Bürgermeister von 1930 bis 1941
- Paul Weiß (1880–1956), kommissarischer Bürgermeister von 1941 bis 1945
- Markus Pierro (1888–1967), Bürgermeister von 1945 bis 1948
- Walter Wirsching (1919–2001), Bürgermeister von 1948 bis 1981
- Johann Michl (SPD) (1953–1994), Bürgermeister von 1981 bis 1994 (im Amt verstorben am 24. Dezember 1994)
- Willi Schwenzer (1939–2019), kommissarischer Bürgermeister 1994/1995
- Michael Folk (SPD) (* 1960), Bürgermeister seit dem 27. April 1995

### Gemeinderat
Der Gemeinderat in Offenau besteht aus den 12 gewählten ehrenamtlichen Gemeinderäten und dem Bürgermeister als Vorsitzendem. Der Bürgermeister ist im Gemeinderat stimmberechtigt. Die Kommunalwahl am 9. Juni 2024 führte zu folgendem Endergebnis.
| Parteien und Wählergemeinschaften | Parteien und Wählergemeinschaften           | % 2024  | Sitze 2024 | % 2019 | Sitze 2019 |
| FWV                               | Freie Wählervereinigung Offenau             | 41,12   | 5          | 31,3   | 4          |
| CDU                               | Christlich Demokratische Union Deutschlands | 27,07   | 3          | 30,3   | 4          |
| SPD                               | Sozialdemokratische Partei Deutschlands     | 17,39   | 2          | 38,4   | 4          |
| UBO                               | Unabhängige Bürgervertreter Offenau         | 14,21   | 2          | –      | –          |
| gesamt                            | gesamt                                      | 100,0   | 12         | 100,0  | 12         |
| Wahlbeteiligung                   | Wahlbeteiligung                             | 65,07 % | 65,07 %    | 60,2   | 60,2       |

### Wappen und Flagge

Wappen Offenaus

Die Blasonierung des Offenauer Wappens lautet: In Blau ein goldener Reichsapfel, darüber drei (1:2) aneinandergerückte silberne Salzwürfel. Die Flagge der Gemeinde ist Gelb-Blau.
Das Wappen wird in dieser Form seit 1939 von der Gemeinde geführt. Der Reichsapfel erschien seit Beginn des 20. Jahrhunderts in Gemeindesiegeln Offenaus; seine Bedeutung für den Ort ist nicht geklärt. 1938 legte die württembergische Archivdirektion die Farben des Wappens fest und schlug zur Unterscheidung von ähnlichen Wappen die drei Salzwürfel vor, die auf das Offenauer Salzvorkommen und die Saline Clemenshall hinweisen. Das Wappen und die Flagge wurden der Gemeinde vom Innenministerium Baden-Württemberg am 4. März 1963 verliehen.

## Kultur und Sehenswürdigkeiten

### Bauwerke

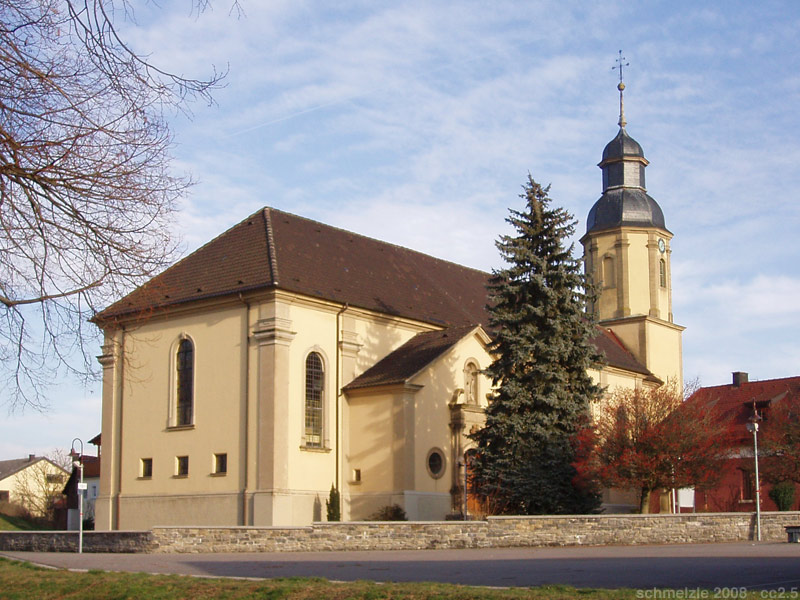
Katholische Kirche St. Alban

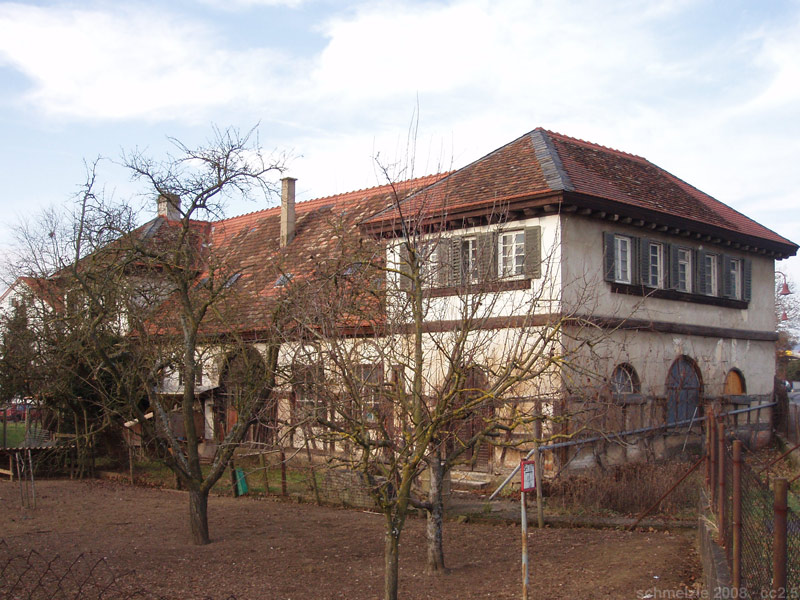
Historisches Salzmagazin

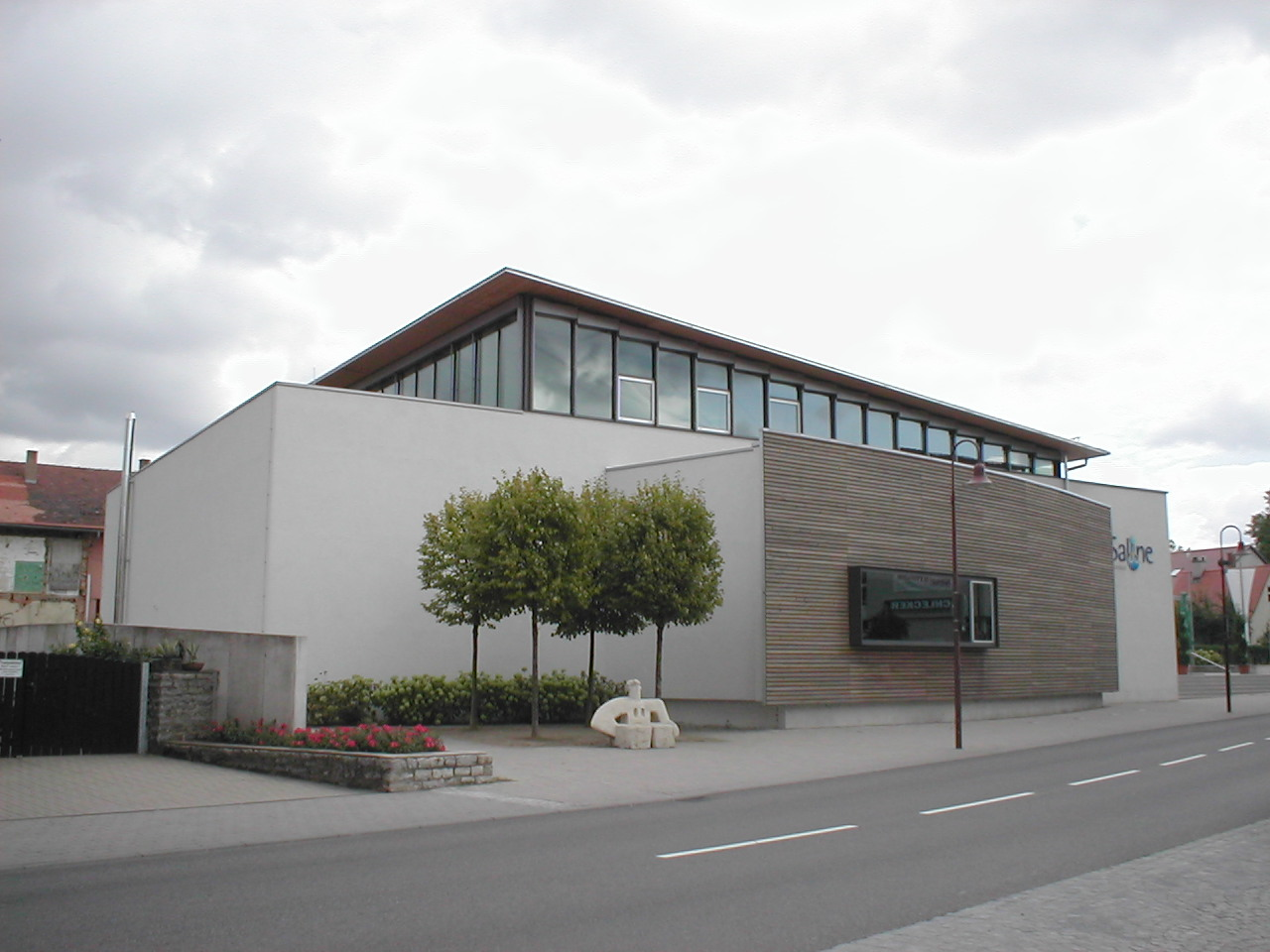
Veranstaltungszentrum Saline

- Die katholische Pfarrkirche St. Alban ist ein Barockbauwerk von 1751, erbaut von Franz Häffele. Die Kirche hat einen barocken Hochaltar von Kilian Hollbusch sowie eine ebenso barocke Kanzel. Die weiteren Ausstattungsgegenstände der Kirche (Taufstein, Gemälde, Figuren) sind teilweise jüngeren Datums. An der Außenmauer befindet sich in einer Nische eine Pietà.

- Ehemaliges Rathaus von 1750.
- Barockes Salzmagazin von 1780.
- Ehemaliger Bahnhof von 1879.
- Neugebautes Veranstaltungszentrum Saline mit Graf-von-Westerholt-Kapelle aus dem Jahr 1892.
- Im historischen Ortskern haben sich einige sehenswerte Fachwerkbauten im Stil fränkischer Hofanlagen erhalten.

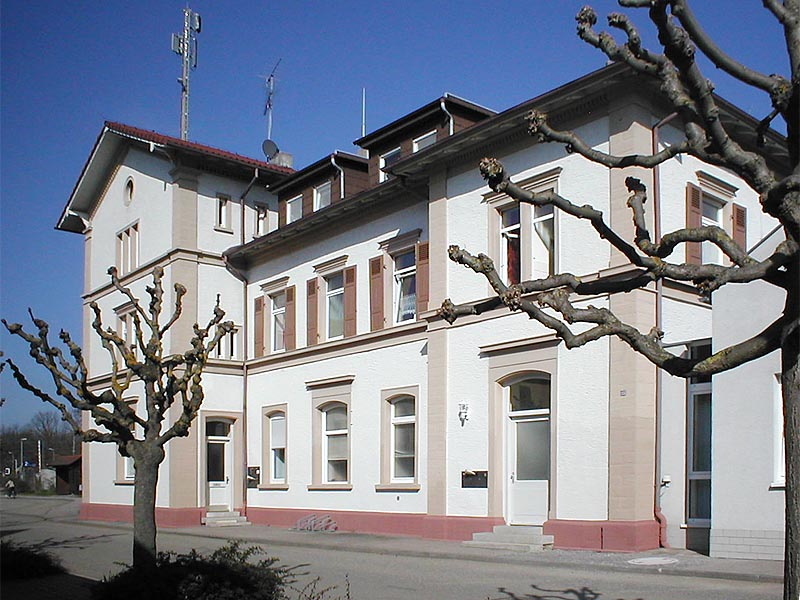
Bahnhofsgebäude von 1879
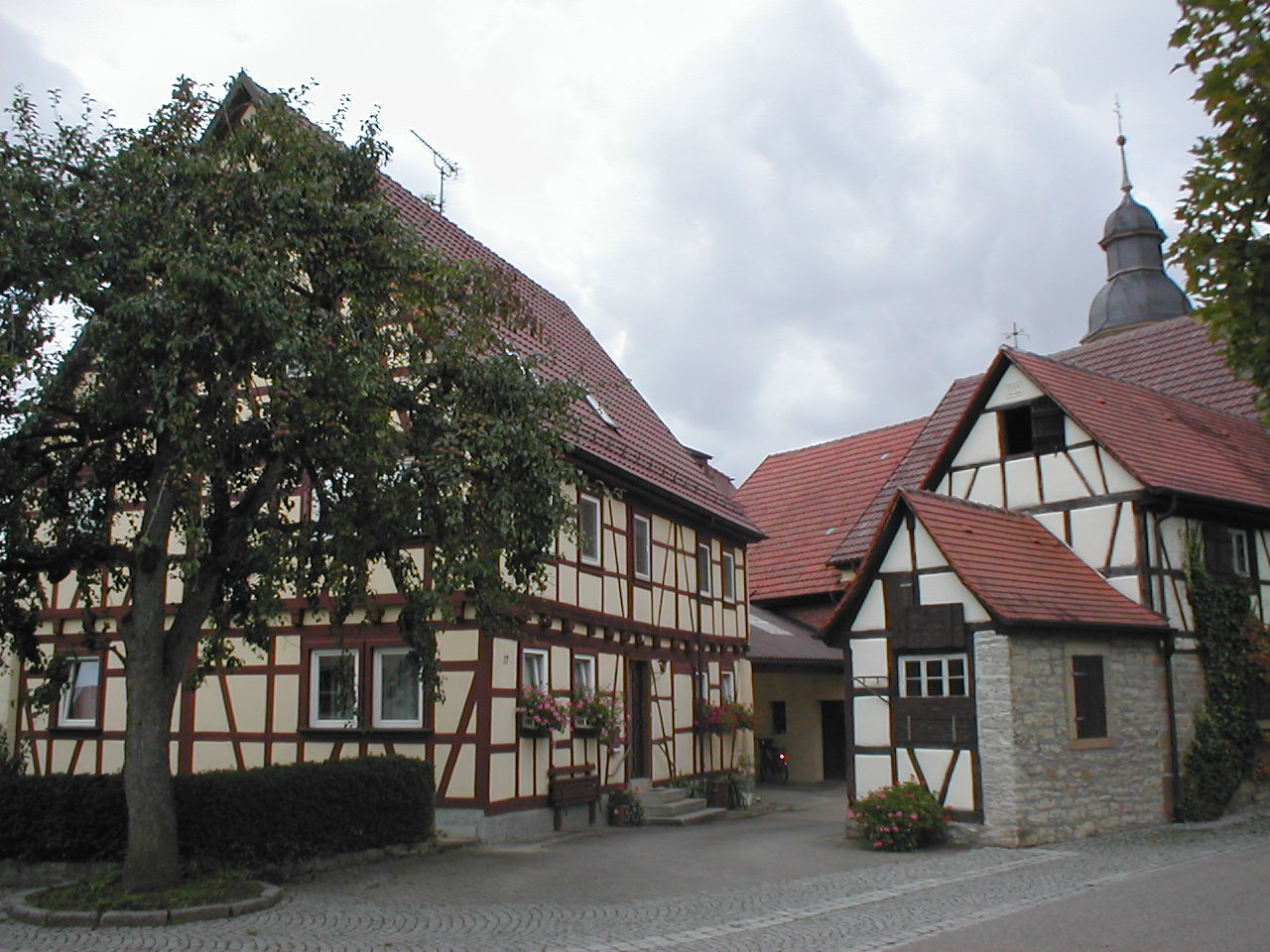
Fachwerkensemble in der Brunnenstraße
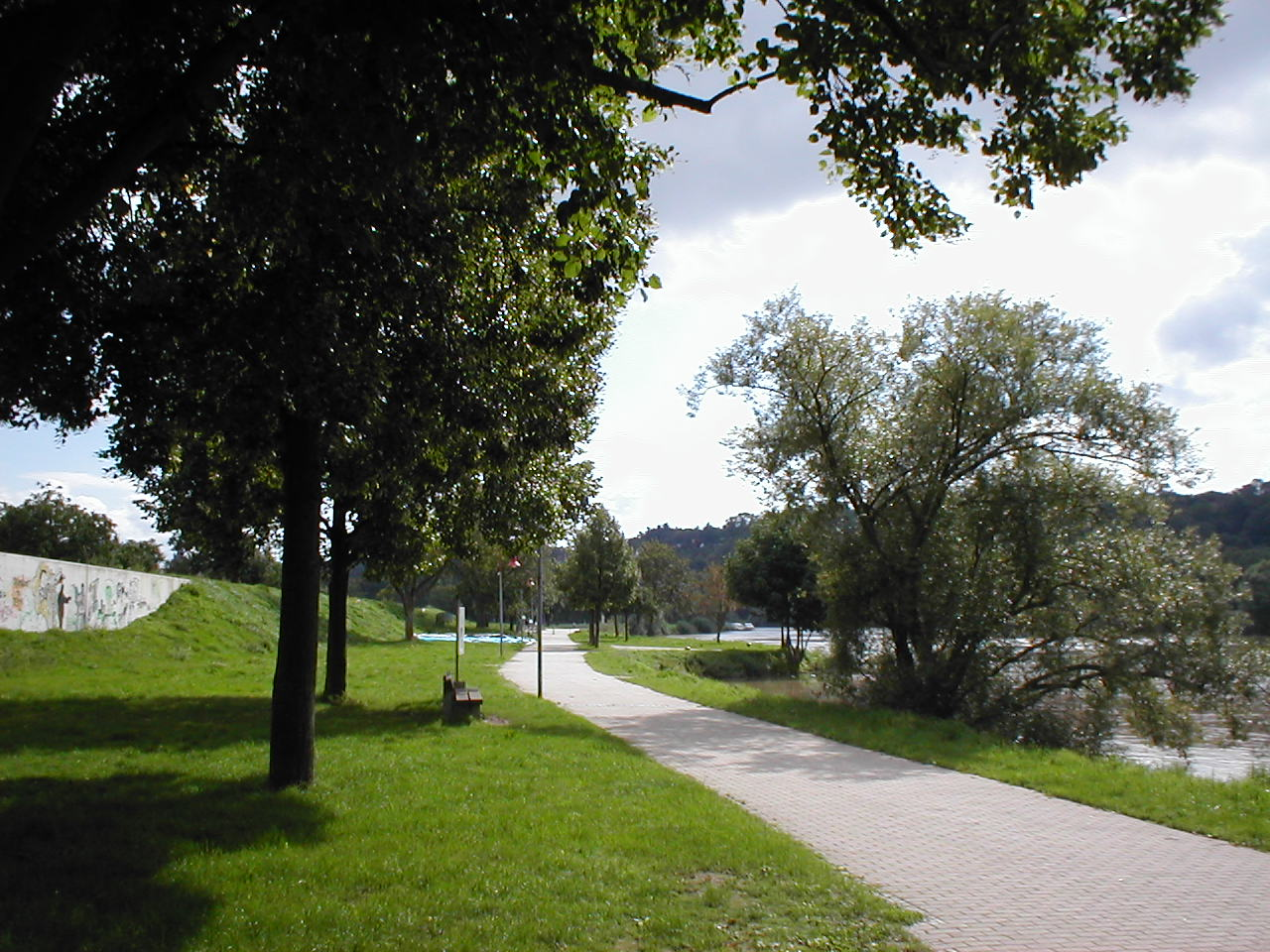
Neckarpromenade mit Hochwasserschutzdamm

### Regelmäßige Veranstaltungen
Das Kornlupferfest ist ein besonderer Anziehungspunkt in Offenau. Es findet jeweils am vorletzten Juli-Wochenende statt und wird von den im Arbeitskreis Offenauer Vereine zusammengeschlossen örtlichen Vereinen veranstaltet. Von Samstag bis Montag feiern die Kornlupfer ihr Traditionsfest, das dem Besucher Dörflichkeit und landwirtschaftliche Herkunft vermittelt.

## Wirtschaft und Infrastruktur

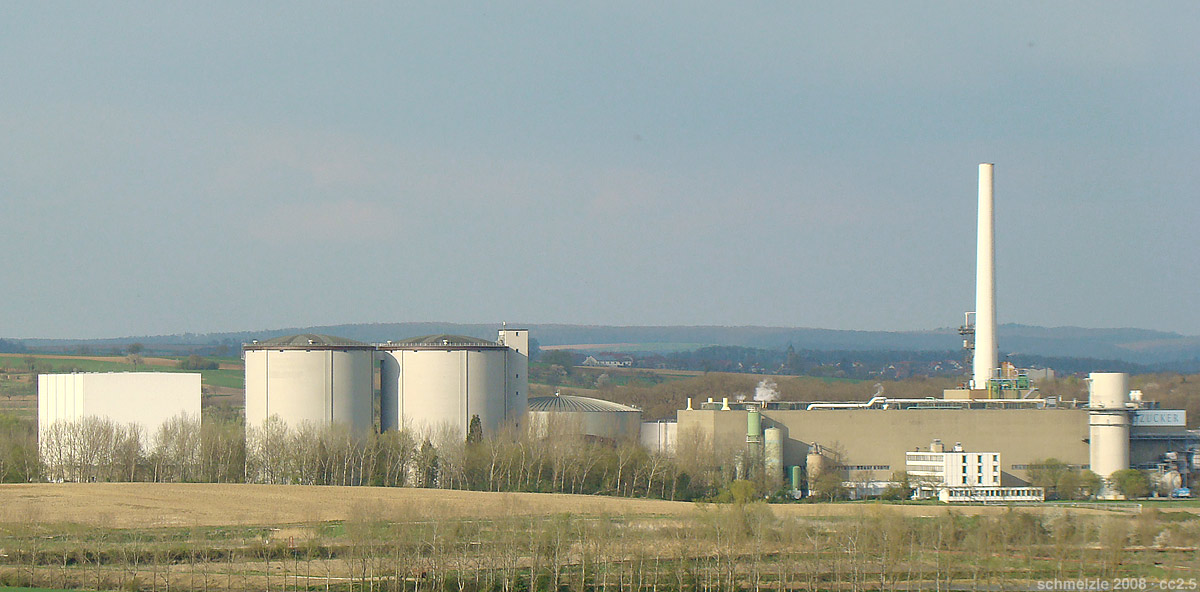
Zuckerfabrik

Aufgrund seiner verkehrsgünstigen Lage hat der Ort eine stabile und ausgewogene Infrastruktur mit Einzelhändlern, Handwerk, Dienstleistern und Industrie. 1971 siedelte sich die Südzucker AG in Offenau an, deren Fabrik zur Gewinnung von Zucker aus Zuckerrüben heute der wichtigste Arbeitgeber der Gemeinde ist.

### Verkehr
Offenau liegt an der Bahnstrecke von Heidelberg nach Bad Friedrichshall (Neckartalbahn). Im Stunden-Takt verkehren Stadtbahnen der Linie S41 nach Mosbach und Heilbronn. Die Bundesstraße 27 durchschneidet den Ort und ist durchwegs auf  km/h  beschränkt. Die Bundeswasserstraße Neckar hat dort keinen Hafen.
Durch eine Alltagsroute aus dem Radnetz Baden-Württemberg ist Offenau über Gundelsheim und Haßmersheim mit Mosbach und in der anderen Richtung mit Bad Friedrichshall verbunden.

### Medien
Über das Geschehen in Offenau berichtet die Tageszeitung Heilbronner Stimme in ihrer Ausgabe N, Landkreis Nord.

### Bildung
Die Volkshochschule Unterland unterhält in Offenau eine Außenstelle.

## Persönlichkeiten

### Ehrenbürger
- Walter Wirsching (1919–2001), Offenauer Bürgermeister von 1948 bis 1981 (verliehen 1985)
- Willi Röser (1922–2007), Vereinsvorsitzender und -gründer, 1971 bis 1989 Mitglied des Offenauer Gemeinderats, (verliehen 1990)
- Alfred Erlewein (1935–2011), Vereinsvorsitzender und -gründer, 1971 bis 2009 Mitglied des Offenauer Gemeinderats (verliehen 2009)

### Söhne und Töchter der Gemeinde Offenau
- Walter Ratzek (* 1960), 2012–2014 Leiter des Musikkorps der Bundeswehr